# System Restore
System Restore là một tính năng trong Microsoft Windows cho phép người dùng khôi phục lại trạng thái máy tính của họ (bao gồm các tệp hệ thống, ứng dụng đã cài đặt, Windows Registry và cài đặt hệ thống) về thời điểm trước đó, có thể được sử dụng để khôi phục từ các sự cố hệ thống hoặc các vấn đề khác. Lần đầu tiên được bao gồm trong Windows ME, nó đã được bao gồm trong tất cả các phiên bản Windows dành cho máy tính để bàn được phát hành kể từ đó, ngoại trừ Windows Server. Trong Windows 10, System Restore bị tắt theo mặc định và phải được người dùng kích hoạt để hoạt động. Điều này không ảnh hưởng đến các tệp cá nhân như tài liệu, âm nhạc, hình ảnh và video.
Trong các phiên bản Windows trước, nó dựa trên bộ lọc tệp đã theo dõi các thay đổi đối với một bộ phần mở rộng tệp nhất định và sau đó sao chép tệp trước khi chúng bị ghi đè. Phiên bản cập nhật của System Restore được Windows Vista giới thiệu sử dụng dịch vụ Shadow Copy dưới dạng phụ trợ (cho phép thay đổi cấp độ khối trong các tệp nằm trong bất kỳ thư mục nào trên ổ đĩa để được theo dõi và sao lưu bất kể vị trí của chúng) và cho phép System Restore được được sử dụng từ Môi trường phục hồi Windows trong trường hợp cài đặt Windows không còn khởi động nữa.

## Tổng quan
Trong System Restore, người dùng có thể tạo điểm khôi phục mới theo cách thủ công (trái ngược với hệ thống tạo điểm lùi tự động), quay lại điểm khôi phục hiện có hoặc thay đổi cấu hình System Restore. Hơn nữa, bản thân khôi phục có thể được lùi lại. Các điểm khôi phục cũ được loại bỏ để giữ mức sử dụng của âm lượng trong khoảng thời gian được chỉ định. Đối với nhiều người dùng, điều này có thể cung cấp các điểm khôi phục trong vài tuần qua. Người dùng liên quan đến hiệu suất hoặc sử dụng không gian cũng có thể chọn tắt hoàn toàn System Restore. Các tệp được lưu trữ trên các ổ đĩa không được theo dõi bởi System Restore sẽ không bao giờ được sao lưu hoặc khôi phục.
System Restore sao lưu các tệp hệ thống của các tiện ích mở rộng nhất định (.exe,.dll, v.v.) và lưu chúng để phục hồi và sử dụng sau này. Nó cũng sao lưu registry và hầu hết các trình điều khiển.